# Henning Mankell (Komponist)
Ivar Henning Mankell (Betonung auf der ersten Silbe; * 3. Juni 1868 in Härnösand, Nordschweden; † 8. Mai 1930 in Stockholm) war ein schwedischer Komponist.

## Leben und Werk
Mankell studierte von 1887 bis 1891 am Konservatorium von Stockholm und war Klavierschüler von Lennart Arvid Lundberg und Hilda Thegerström. Seit 1899 wirkte er dort als Klavier- und Harmonielehrer. Daneben schrieb er Musikkritiken für das Svenska Morgonbladet und Stockholms-Tidningen. 1917 wurde er Mitglied der Königlich Schwedischen Musikakademie. 
Er komponierte um die 200 Werke, darunter ein Klavierkonzert, eine Kantate für Bariton und Orchester, Sonaten, Fantasien und Balladen für Klavier, drei Streichquartette, ein Klavierquintett und ein Klaviertrio sowie Lieder.
Henning Mankell ist der Enkel des Kapellmeisters und Organisten Johann Hermann Mankel, der in Niederasphe, einem Ortsteil von Münchhausen, im hessischen Landkreis Marburg-Biedenkopf geboren wurde und später nach Stationen in Frankreich und den Niederlanden über Christiansfeld in Dänemark als Königlicher Kapellmeister nach Karlskrona in Schweden auswanderte. Verwandte mit dem Namen Mankel leben heute noch in Münchhausen.
Mankell ist der Großvater des Schriftstellers Henning Mankell.

## Werke (Auswahl)
- Tre preludier für Klavier, op. 56
- Valse mesto für Klavier, op. 58
- Tre legender für Klavier, op. 59
- Fyra klaverstycken, op. 60
- Sonat-fantasi no 1 für Klavier, op. 69
- Sonat-fantasi no 3 für Klavier, op. 72
- Sonat-fantasi no 6 für Klavier, op. 76
- Ballad für Klavier, op. 77